# Комсомолець (Червоногвардійський район)
Комсомо́лець (рос. Комсомолец) — селище у складі Червоногвардійського району Оренбурзької області, Росія.

## Населення
Населення — 16 осіб (2010; 69 у 2002).
Національний склад (станом на 2002 рік):
- росіяни — 75 %